# Kryzys: Anatomia dwóch kryzysów
Kryzys. Anatomia dwóch kryzysów, właśc. Kryzys: anatomia dwóch kryzysów: wojna Jom Kippur (1973) i wycofanie się USA z Wietnamu (1975): [kulisy dyplomacji] (ang. Crisis: The Anatomy of Two Major Foreign Policy Crises) – książka geopolityczna autorstwa Henry’ego Kissingera wydana w Stanach Zjednoczonych w 2003 roku nakładem wydawnictwa Simon & Schuster. W 2005 roku książka ukazała się w Polsce nakładem Wydawnictwa Dolnośląskiego. Za przekład na język polski odpowiadali Wiesław Bokajło i Joanna Orska.

## Opis
W książce po raz pierwszy zostały opublikowane i podane do powszechnej wiadomości zapisy rozmów telefonicznych prowadzonych przez Henry’ego Kissingera, doradcę ds. bezpieczeństwa narodowego USA w latach 1969–1975 i sekretarza stanu USA w latach 1973–1977, podczas dwóch przełomowych momentów w polityce zagranicznej Stanów Zjednoczonych: wojny na Bliskim Wschodzie, rozpoczętej w dniu żydowskiego święta Jom Kipur w 1973 roku, oraz ostatecznego wycofania się wojsk amerykańskich z Wietnamu Południowego i Indochin w 1975 roku. Kryzysom w polityce międzynarodowej USA towarzyszyły wówczas spory wewnętrzne, związane przede wszystkim z aferą Watergate. Publikacja daje szczegółowy obraz trybu, w jakim podejmuje się ważne decyzje polityczne oraz dochodzi się do wewnątrzpaństwowych i międzynarodowych porozumień, a także jak przez telefon ratuje się życie tysięcy ludzi, a świat przed groźbą konfliktu nuklearnego.